# Caroline (Wisconsin)
Caroline es un lugar designado por el censo ubicado en el condado de Shawano en el estado estadounidense de Wisconsin. En el Censo de 2010 tenía una población de 270 habitantes y una densidad poblacional de 82,34 personas por km².

## Geografía
Caroline se encuentra ubicado en las coordenadas 44°43′24″N 88°53′58″O / 44.72333, -88.89944. Según la Oficina del Censo de los Estados Unidos, Caroline tiene una superficie total de 3.28 km², de la cual 3.07 km² corresponden a tierra firme y (6.32%) 0.21 km² es agua.

## Demografía
Según el censo de 2010, había 270 personas residiendo en Caroline. La densidad de población era de 82,34 hab./km². De los 270 habitantes, Caroline estaba compuesto por el 97.41% blancos, el 0.37% eran afroamericanos, el 0.74% eran amerindios, el 0% eran asiáticos, el 0% eran isleños del Pacífico, el 0% eran de otras razas y el 1.48% pertenecían a dos o más razas. Del total de la población el 0.37% eran hispanos o latinos de cualquier raza.